# Los Nueve Ancianos (Disney)

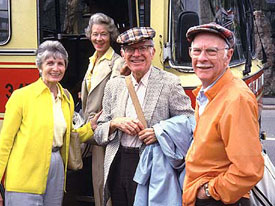
Los Nueve Ancianos de Disney, pioneros en la producción de animaciones.

Los Nueve Ancianos de Disney (Disney's Nine Old Men) fueron los pioneros en la producción de animaciones en la compañía de Walt Disney y en quienes delegó cada vez más tareas en el departamento de animación a principios de la década de 1950 cuando sus intereses se expandían y diversificaba su campo de acción. 
El nombre de "nueve viejos" venía del apodo dado por Franklin D. Roosevelt a los nueve jueces del Tribunal Supremo de los Estados Unidos: en la época en que Disney acuñó el apodo la mayoría tenía en torno a cuarenta años.
Realizaron trabajos como  Blancanieves y los siete enanitos. Inventaron técnicas de animación. Algunos de ellos fueron directores de los largometrajes Disney.
- Marc Fraser Davis, quien animó a Bambi y a Cruella DeVil.
- Milton Erwin Kahl, Trabajó en Blancanieves, El Libro de la Selva, Los Aristogatos.
- Oliver Martin Johnston, Jr., Su primer trabajo fue Blancanieves. Luego animó a varios personajes en Peter Pan, Cenicienta, Robin Hood y otros.
- Franklin Thomas, quien dio vida a la madrastra en Cenicienta, y la reina de corazones en Alicia en el País de las Maravillas.
- Wolfgang Reitherman entró a Disney como animador y director. Sus trabajos incluyen el cocodrilo en Peter Pan, y el dragón en La Bella Durmiente. Dirigió películas como El libro de la selva, Los Aristogatos, Robin Hood y Bernardo y Bianca.
- John Lounsbery, conocido por sus amigos como 'Louns'. Se convirtió en un gran animador, y su estilo único inspiró a muchos animadores. Hizo al cocodrilo de Fantasía, al padre en Peter Pan, a los reyes en La Bella Durmiente, a los elefantes en El Libro de la Selva, entre muchos otros.
- Eric Larson, Uno de los mejores animadores que dio Disney. Se encargó de enseñar el arte de la animación en Disney. Muchos de los animadores más talentosos de la actualidad fueron sus alumnos.
- Ward Kimball, cuyos trabajos fueron un poco más arriesgados que los de los demás.
- Les Clark, cuya especialidad era animar al ratón Mickey. Se hizo director.

## Historia
Para cuando se estrenó Robin Hood, en 1973, sólo cuatro de los nueve integrantes (Kahl, Lounsbery, Thomas y Johnston) seguían animando para Disney, aunque Eric Larson seguía trabajando como cazatalentos y profesor, Wolfgang Reitherman se encontraba dirigiendo y produciendo películas y Marc Davis ayudaba en la creación de los parques de atracciones de Disney. Lounsbery murió en 1976 y Kahl se jubiló ese mismo año y falleció en 1987. Thomas, Johnston y Davis se jubilaron en 1978. Thomas falleció en el 2004 y Johnston, el superviviente del grupo, vivió hasta el 2008.
Además de ser nombrados Leyendas de Disney (Disney Legends) y entrar en el salón de la fama de la empresa en 1989, cada uno de los nueve integrantes fue honrado con el premio Winsor McCay por toda una vida dedicada a la animación.
Como parte de su trabajo para Disney, los Nueve Ancianos definieron los doce principios básicos de la animación:
1. Estirar y encoger (Squash and stretch)
2. Anticipación (Anticipation)
3. Puesta en escena (Staging)
4. Animación directa y pose a pose (Straingt Ahead Action and Pose to Pose)
5. Acción complementaria y Acción superpuesta (Follow Through and Overlapping Action)
6. Acelerar y desacelerar (Slow In and Slow Out)
7. Arcos (Arcs)
8. Acción secundaria (Secondary Action)
9. Timing
10. Exageración (Exaggeration)
11. Dibujo sólido (Solid Drawing)
12. Atractivo (Appeal)

Otro detalle importante del legado de los Nueve Ancianos son todos los animadores contemporáneos cuyo aprendizaje estuvo relacionado de manera directa o indirecta con ellos. Por ejemplo, Wayne Unten, animador supervisor para Elsa en Frozen fue aprendiz de John Ripa, aprendiz de Glen Keane quien, finalmente, fue aprendiz de Johnston.
- Datos: Q241920